# Stamnodes plancta
Stamnodes plancta là một loài bướm đêm trong họ Geometridae.